# Инвер Гроув Хајтс (Минесота)
Инвер Гроув Хајтс (енгл. Inver Grove Heights) град је у америчкој савезној држави Минесота.

## Демографија
По попису из 2010. године број становника је 33.880, што је 4.129 (13,9%) становника више него 2000. године.
| Група             | 2000.          | 2010.          |
| Белци             | 26.727 (89,8%) | 27.551 (81,3%) |
| Афроамериканци    | 625 (2,1%)     | 1.271 (3,8%)   |
| Азијати           | 597 (2,0%)     | 1.158 (3,4%)   |
| Хиспаноамериканци | 1.256 (4,2%)   | 3.024 (8,9%)   |
| Укупно            | 29.751         | 33.880         |